# L&M

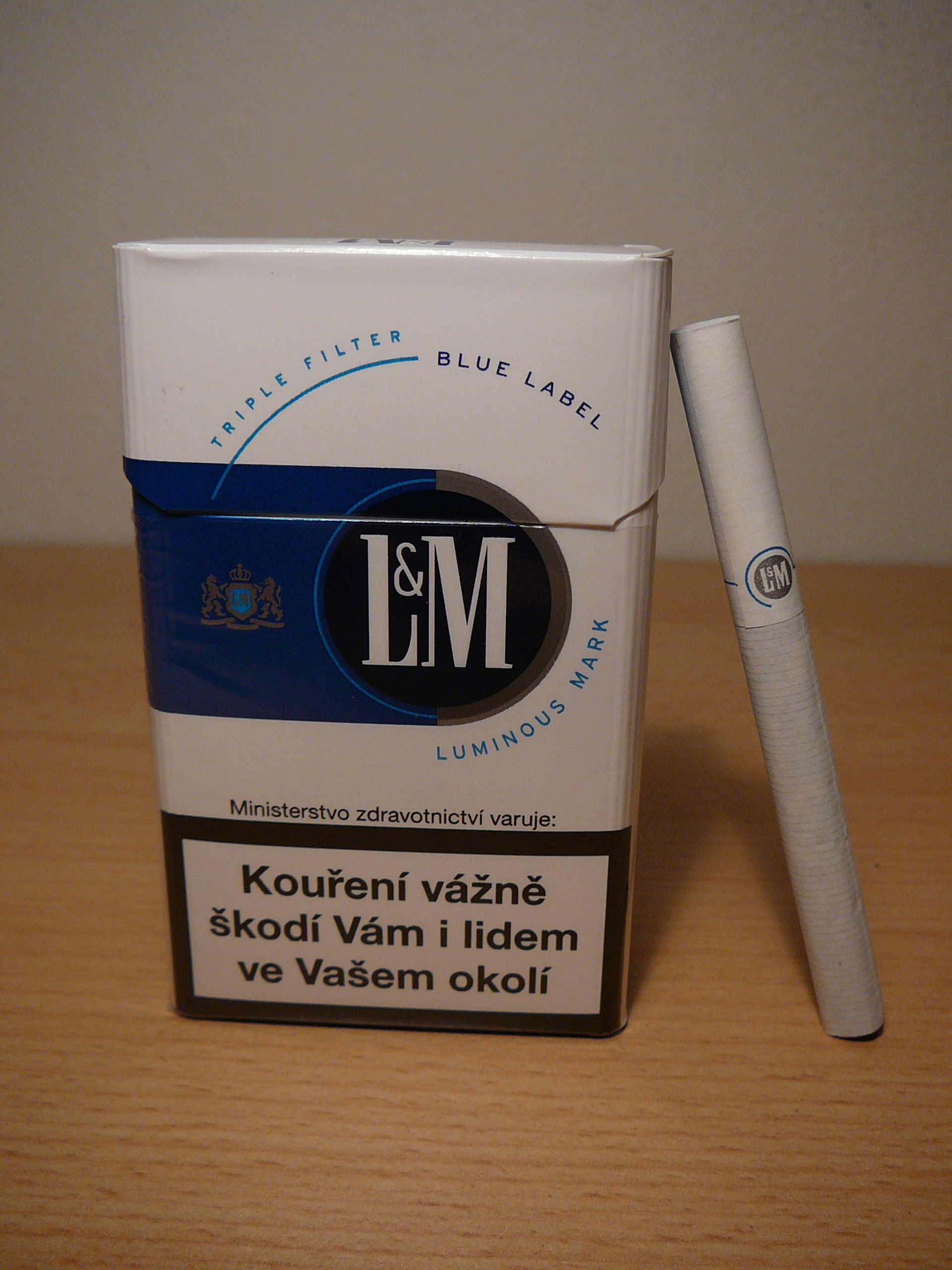
tzv. „lehké cigarety“ L&M s upozorněním o škodlivosti

L&M je značka cigaret vyráběných původně firmou Liggett and Meyers Tobacco Company (Liggett Group) a později společností Philip Morris, nyní známou jako Altria Group.

## Druhy prodávané v Česku
- L&M Red Label (tvrdé, červené)
- L&M Blue Label (lehké, modré)
- L&M Orange Label (ještě lehčí, oranžové)
- L&M Silver Label (nejlehčí, stříbrné)
- L&M Link (slim)
- L&M Forward (praskací)
- L&M Double Forward (praskací s dvěma mentolovými kapslemi)
- L&M Green Label (mint – tzv. „mentolky“)

## Charakteristika cigarety
Cigarety L&M mají kromě variant s kapslemi trojitý filtr, „praskací“ cigarety mají pouze dvojitý obyčejný filtr. Od začátku cigarety je ve filtrovém papírku umístěn nejprve obyčejný filtr, poté větší uhlíkový a následovně zase obyčejný, všechny naskládané za sebou držící pospolu pomocí papírku. Papírek samotný má u Red Label pískovou barvu, u zbytku druhů je bílý a přesahuje přes filtr cca o 0,5 cm. Na něm je přilepena tabáková tyčinka v cigaretovém papírku. Filtrový papírek má na sobě natisknutý proužek, jehož barva určuje druh cigarety (viz výše), text s názvem druhu (Red Label, Orange Label, atd.) a logo L&M. Cigaretový papírek má vodorovné nařezané průduchy.

## Design krabiček
Aktuální design krabiček v ČR je ve verzi 2.0 (jak zmiňuje výrobce). Od první verze (na obrázku) proběhlo minimum změn. Bylo poupraveno logo L&M, logo výrobce se vystřídalo s druhem cigaret a „LUMINOUS MARK“ pod logem nahradil text „TRIPPLE FILTER“. Spolu s vydáním nového designu vyšel i nový druh cigaret pod názvem L&M Orange Label, který by se dal sílou tabáku zařadit mezi Blue Label a Silver Label.